# Lista de finais masculinas em simples do Australian Open

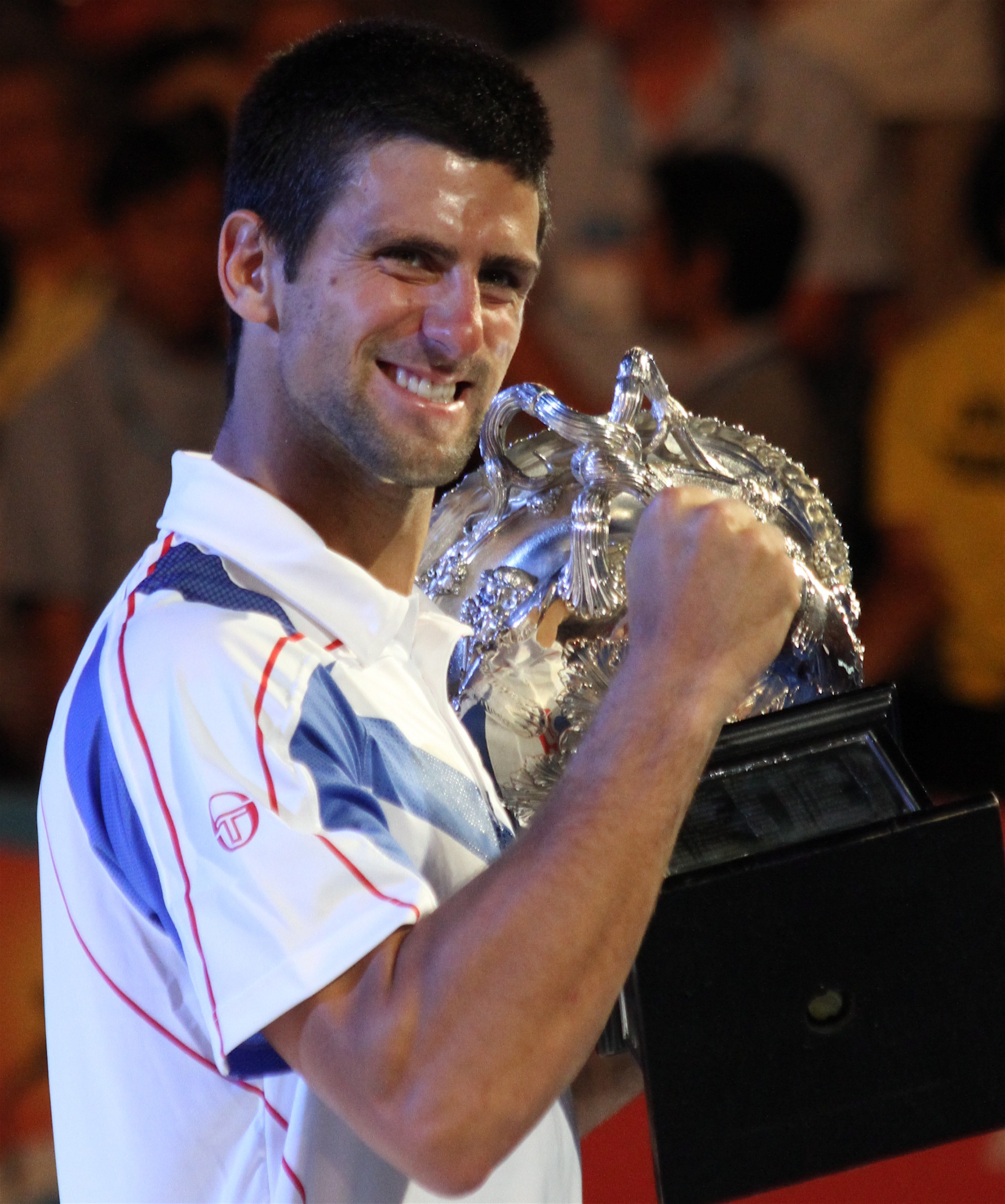
Novak Djokovic é o maior vencedor, com 10 títulos.

Esta é a lista de finais masculinas em simples do Australian Open.
O Australasian Championships (1905–1926), que foi realizado em 6 cidades diferentes, e o Australian Championships (1927–1968) referem-se à era amadora. O Australian Open, a partir de 1969, refere-se à era profissional ou aberta.
Normalmente disputado em janeiro, o torneio foi movido para dezembro no período de 1977–1985, voltando à programação anterior a seguir. Para se adequar a essas mudanças, o ano de 1977 teve duas edições - em janeiro e dezembro -, enquanto que 1986 não contou com o evento.

## Por ano

### Era aberta
| Ano                                                      | Campeão            | Vice-campeão       | Resultado                | Piso |
| -------------------------------------------------------- | ------------------ | ------------------ | ------------------------ | ---- |
| 2025                                                     | Jannik Sinner      | Alexander Zverev   | 6–3, 7–64, 6–3           |      |
| 2024                                                     | Jannik Sinner      | Daniil Medvedev    | 3–6, 3–6, 6–4, 6–4, 6–3  |      |
| 2023                                                     | Novak Djokovic     | Stefanos Tsitsipas | 6–3, 7–64, 7–65          |      |
| 2022                                                     | Rafael Nadal       | Daniil Medvedev    | 2–6, 56–7, 6–4, 6–4, 7–5 |      |
| 2021                                                     | Novak Djokovic     | Daniil Medvedev    | 7–5, 6–2, 6–2            |      |
| 2020                                                     | Novak Djokovic     | Dominic Thiem      | 6–4, 4–6, 2–6, 6–3, 6–4  |      |
| 2019                                                     | Novak Djokovic     | Rafael Nadal       | 6–3, 6–2, 6–3            |      |
| 2018                                                     | Roger Federer      | Marin Čilić        | 6–2, 56–7, 6–3, 3–6, 6–1 |      |
| 2017                                                     | Roger Federer      | Rafael Nadal       | 6–4, 3–6, 6–1, 3–6, 6–3  |      |
| 2016                                                     | Novak Djokovic     | Andy Murray        | 6–1, 7–5, 7–6            |      |
| 2015                                                     | Novak Djokovic     | Andy Murray        | 7–6, 6–7, 6–3, 6–0       |      |
| 2014                                                     | Stan Wawrinka      | Rafael Nadal       | 6–3, 6–2, 3–6, 6–3       |      |
| 2013                                                     | Novak Djokovic     | Andy Murray        | 26–7, 7–63, 6–3, 6–2     |      |
| 2012                                                     | Novak Djokovic     | Rafael Nadal       | 5–7, 6–4, 6–2, 56–7, 7–5 |      |
| 2011                                                     | Novak Djokovic     | Andy Murray        | 6–4, 6–2, 6–3            |      |
| 2010                                                     | Roger Federer      | Andy Murray        | 6–3, 6–4, 7–611          |      |
| 2009                                                     | Rafael Nadal       | Roger Federer      | 7–5, 3–6, 7–63, 3–6, 6–2 |      |
| 2008                                                     | Novak Djokovic     | Jo-Wilfried Tsonga | 4–6, 6–4, 6–3, 7–62      |      |
| 2007                                                     | Roger Federer      | Fernando González  | 7–62, 6–4, 6–4           |      |
| 2006                                                     | Roger Federer      | Marcos Baghdatis   | 5–7, 7–5, 6–0, 6–2       |      |
| 2005                                                     | Marat Safin        | Lleyton Hewitt     | 1–6, 6–3, 6–4, 6–4       |      |
| 2004                                                     | Roger Federer      | Marat Safin        | 7–63 6–4, 6–2            |      |
| 2003                                                     | Andre Agassi       | Rainer Schüttler   | 6–2, 6–2, 6–1            |      |
| 2002                                                     | Thomas Johansson   | Marat Safin        | 3–6, 6–4, 6–4, 7–64      |      |
| 2001                                                     | Andre Agassi       | Arnaud Clément     | 6–4, 6–2, 6–2            |      |
| 2000                                                     | Andre Agassi       | Yevgeny Kafelnikov | 3–6, 6–3, 6–2, 6–4       |      |
| 1999                                                     | Yevgeny Kafelnikov | Thomas Enqvist     | 4–6, 6–0, 6–3, 7–6       |      |
| 1998                                                     | Petr Korda         | Marcelo Ríos       | 6–2, 6–2, 6–2            |      |
| 1997                                                     | Pete Sampras       | Carlos Moyá        | 6–2, 6–3, 6–3            |      |
| 1996                                                     | Boris Becker       | Michael Chang      | 6–2, 6–4, 2–6, 6–2       |      |
| 1995                                                     | Andre Agassi       | Pete Sampras       | 4–6, 6–1, 7–6, 6–4       |      |
| 1994                                                     | Pete Sampras       | Todd Martin        | 7–6, 6–4, 6–4            |      |
| 1993                                                     | Jim Courier        | Stefan Edberg      | 6–2, 6–1, 2–6, 7–5       |      |
| 1992                                                     | Jim Courier        | Stefan Edberg      | 6–3, 3–6, 6–4, 6–2       |      |
| 1991                                                     | Boris Becker       | Ivan Lendl         | 1–6, 6–4, 6–4, 6–4       |      |
| 1990                                                     | Ivan Lendl         | Stefan Edberg      | 4–6, 7–6, 5–2, ab.       |      |
| 1989                                                     | Ivan Lendl         | Miloslav Mecir     | 6–2, 6–2, 6–2            |      |
| 1988                                                     | Mats Wilander      | Pat Cash           | 6–3, 6–7, 3–6, 6–1, 8–6  |      |
| 1987                                                     | Stefan Edberg      | Pat Cash           | 6–3, 6–4, 3–6, 5–7, 6–3  |      |
| Torneio não realizado em 1986, devido à mudança de data. |                    |                    |                          |      |
| 1985                                                     | Stefan Edberg      | Mats Wilander      | 6–4, 6–3, 6–3            |      |
| 1984                                                     | Mats Wilander      | Kevin Curren       | 6–7, 6–4, 7–6, 6–2       |      |
| 1983                                                     | Mats Wilander      | Ivan Lendl         | 6–1, 6–4, 6–4            |      |
| 1982                                                     | Johan Kriek        | Steve Denton       | 6–3, 6–3, 6–2            |      |
| 1981                                                     | Johan Kriek        | Steve Denton       | 6–2, 7–6, 6–7, 6–4       |      |
| 1980                                                     | Brian Teacher      | Kim Warwick        | 7–5, 7–6, 6–3            |      |
| 1979                                                     | Guillermo Vilas    | John Sadri         | 7–6, 6–3, 6–2            |      |
| 1978                                                     | Guillermo Vilas    | John Marks         | 6–4, 6–4, 3–6, 6–3       |      |
| 1977 (dez.)                                              | Vitas Gerulaitis   | John Lloyd         | 6–3, 7–6, 5–7, 3–6, 6–2  |      |
| 1977 (jan.)                                              | Roscoe Tanner      | Guillermo Vilas    | 6–3, 6–3, 6–3            |      |
| 1976                                                     | Mark Edmondson     | John Newcombe      | 6–7, 6–3, 7–6, 6–1       |      |
| 1975                                                     | John Newcombe      | Jimmy Connors      | 7–5, 3–6, 6–4, 7–5       |      |
| 1974                                                     | Jimmy Connors      | Phil Dent          | 7–6, 6–4, 4–6, 6–3       |      |
| 1973                                                     | John Newcombe      | Onny Parun         | 6–3, 6–7, 7–5, 6–1       |      |
| 1972                                                     | Ken Rosewall       | Malcolm Anderson   | 7–6, 6–3, 7–5            |      |
| 1971                                                     | Ken Rosewall       | Arthur Ashe        | 6–1, 7–5, 6–3            |      |
| 1970                                                     | Arthur Ashe        | Dick Crealy        | 6–4, 9–7, 6–2            |      |
| 1969                                                     | Rod Laver          | Andrés Gimeno      | 6–3, 6–4, 7–5            |      |

### Era amadora
| Ano                                                                        | Campeão            | Vice-campeão       | Resultado                 | Piso |
| -------------------------------------------------------------------------- | ------------------ | ------------------ | ------------------------- | ---- |
| 1968                                                                       | Bill Bowrey        | José-Maria Gisbert | 7–5, 2–6, 9–7, 6–4        |      |
| 1967                                                                       | Roy Emerson        | Arthur Ashe        | 6–4, 6–1, 6–4             |      |
| 1966                                                                       | Roy Emerson        | Arthur Ashe        | 6–4, 6–8, 6–2, 6–3        |      |
| 1965                                                                       | Roy Emerson        | Fred Stolle        | 7–9, 2–6, 6–4, 7–5, 6–1   |      |
| 1964                                                                       | Roy Emerson        | Fred Stolle        | 6–3, 6–4, 6–2             |      |
| 1963                                                                       | Roy Emerson        | Ken Fletcher       | 6–3, 6–3, 6–1             |      |
| 1962                                                                       | Rod Laver          | Roy Emerson        | 8–6, 0–6, 6–4, 6–4        |      |
| 1961                                                                       | Roy Emerson        | Rod Laver          | 1–6, 6–3, 7–5, 6–4        |      |
| 1960                                                                       | Rod Laver          | Neale Fraser       | 5–7, 3–6, 6–3, 8–6, 8–6   |      |
| 1959                                                                       | Alex Olmedo        | Neale Fraser       | 6–1, 6–2, 3–6, 6–3        |      |
| 1958                                                                       | Ashley Cooper      | Malcolm Anderson   | 7–5, 6–3, 6–4             |      |
| 1957                                                                       | Ashley Cooper      | Neale Fraser       | 6–3, 9–11, 6–4, 6–2       |      |
| 1956                                                                       | Lew Hoad           | Ken Rosewall       | 6–4, 3–6, 6–4, 7–5        |      |
| 1955                                                                       | Ken Rosewall       | Lew Hoad           | 9–7, 6–4, 6–4             |      |
| 1954                                                                       | Mervyn Rose        | Rex Hartwig        | 6–2, 0–6, 6–4, 6–2        |      |
| 1953                                                                       | Ken Rosewall       | Mervyn Rose        | 6–0, 6–3, 6–4             |      |
| 1952                                                                       | Ken McGregor       | Frank Sedgman      | 7–5, 12–10, 2–6, 6–2      |      |
| 1951                                                                       | Dick Savitt        | Ken McGregor       | 6–3, 2–6, 6–3, 6–1        |      |
| 1950                                                                       | Frank Sedgman      | Ken McGregor       | 6–3, 6–4, 4–6, 6–1        |      |
| 1949                                                                       | Frank Sedgman      | John Bromwich      | 6–3, 6–2, 6–2             |      |
| 1948                                                                       | Adrian Quist       | John Bromwich      | 6–4, 3–6, 6–3, 2–6, 6–3   |      |
| 1947                                                                       | Dinny Pails        | John Bromwich      | 4–6, 6–4, 3–6, 7–5, 8–6   |      |
| 1946                                                                       | John Bromwich      | Dinny Pails        | 5–7, 6–3, 7–5, 3–6, 6–2   |      |
| Torneio não realizado entre 1941 e 1945, devido à Segunda Guerra Mundial.  |                    |                    |                           |      |
| 1940                                                                       | Adrian Quist       | Jack Crawford      | 6–3, 6–1, 6–2             |      |
| 1939                                                                       | John Bromwich      | Adrian Quist       | 6–4, 6–1, 6–3             |      |
| 1938                                                                       | Don Budge          | John Bromwich      | 6–4, 6–2, 6–1             |      |
| 1937                                                                       | Vivian McGrath     | John Bromwich      | 6–3, 1–6, 6–0, 2–6, 6–1   |      |
| 1936                                                                       | Adrian Quist       | Jack Crawford      | 6–2, 6–3, 4–6, 3–6, 9–7   |      |
| 1935                                                                       | Jack Crawford      | Fred Perry         | 2–6, 6–4, 6–4, 6–4        |      |
| 1934                                                                       | Fred Perry         | Jack Crawford      | 6–3, 7–5, 6–1             |      |
| 1933                                                                       | Jack Crawford      | Keith Gledhill     | 2–6, 7–5, 6–3, 6–2        |      |
| 1932                                                                       | Jack Crawford      | Harry Hopman       | 4–6, 6–3, 3–6, 6–3, 6–1   |      |
| 1931                                                                       | Jack Crawford      | Harry Hopman       | 6–4, 6–2, 2–6, 6–1        |      |
| 1930                                                                       | Edgar Moon         | Harry Hopman       | 6–3, 6–1, 6–3             |      |
| 1929                                                                       | John Gregory       | Bob Schlesinger    | 6–2, 6–2, 5–7, 7–5        |      |
| 1928                                                                       | Jean Borotra       | Jack Cummings      | 6–4, 6–1, 4–6, 5–7, 6–3   |      |
| 1927                                                                       | Gerald Patterson   | John Hawkes        | 3–6, 6–4, 3–6, 18–16, 6–3 |      |
| 1926                                                                       | John Hawkes        | Jim Willard        | 6–1, 6–3, 6–1             |      |
| 1925                                                                       | James Anderson     | Gerald Patterson   | 11–9, 2–6, 6–2, 6–3       |      |
| 1924                                                                       | James Anderson     | Bob Schlesinger    | 6–3, 6–4, 3–6, 5–7, 6–3   |      |
| 1923                                                                       | Pat O'Hara Wood    | Bert St John       | 6–1, 6–1, 6–3             |      |
| 1922                                                                       | James Anderson     | Gerald Patterson   | 6–0, 3–6, 3–6, 6–3, 6–2   |      |
| 1921                                                                       | Rhys Gemmell       | Alf Hedeman        | 7–5, 6–1, 6–4             |      |
| 1920                                                                       | Pat O'Hara Wood    | Ron Thomas         | 6–3, 4–6, 6–8, 6–1, 6–3   |      |
| 1919                                                                       | Algernon Kingscote | Eric Pockley       | 6–4, 6–0, 6–3             |      |
| Torneio não realizado entre 1916 e 1918, devido à Primeira Guerra Mundial. |                    |                    |                           |      |
| 1915                                                                       | Francis Lowe       | Horace Rice        | 4–6, 6–1, 6–1, 6–4        |      |
| 1914                                                                       | Arthur O'Hara Wood | Gerald Patterson   | 6–4, 6–3, 5–7, 6–1        |      |
| 1913                                                                       | Ernie Parker       | Harry Parker       | 2–6, 6–1, 6–3, 6–2        |      |
| 1912                                                                       | James Cecil Parke  | Alfred Beamish     | 3–6, 6–3, 1–6, 6–1, 7–5   |      |
| 1911                                                                       | Norman Brookes     | Horace Rice        | 6–1, 6–2, 6–3             |      |
| 1910                                                                       | Rodney Heath       | Horace Rice        | 6–4, 6–3, 6–2             |      |
| 1909                                                                       | Anthony Wilding    | Ernie Parker       | 6–1, 7–5, 6–2             |      |
| 1908                                                                       | Fred Alexander     | Alfred Dunlop      | 3–6, 3–6, 6–0, 6–2, 6–3   |      |
| 1907                                                                       | Horace Rice        | Harry Parker       | 6–3, 6–4, 6–4             |      |
| 1906                                                                       | Anthony Wilding    | Francis Fisher     | 6–0, 6–4, 6–4             |      |
| 1905                                                                       | Rodney Heath       | Arthur Curtis      | 4–6, 6–3, 6–4, 6–4        |      |

Pisos: 
      Duro 
      Saibro 
      Grama 
      Carpete 

## Estatísticas

### Campeões
|  | Recorde |

| Jogador            | Total | Era aberta | Duro | Grama | Anos                                                       |
| ------------------ | ----- | ---------- | ---- | ----- | ---------------------------------------------------------- |
| Novak Djokovic     | 10    | 10         | 10   | 0     | 2008, 2011, 2012, 2013, 2015, 2016, 2019, 2020, 2021, 2023 |
| Roy Emerson        | 6     | 0          | 0    | 6     | 1961, 1963, 1964, 1965, 1966, 1967                         |
| Roger Federer      | 6     | 6          | 6    | 0     | 2004, 2006, 2007, 2010, 2017, 2018                         |
| Jack Crawford      | 4     | 0          | 0    | 4     | 1931, 1932, 1933, 1935                                     |
| Ken Rosewall       | 4     | 2          | 0    | 4     | 1953, 1955, 1971, 1972                                     |
| Andre Agassi       | 4     | 4          | 4    | 0     | 1995, 2000, 2001, 2003                                     |
| James Anderson     | 3     | 0          | 0    | 3     | 1922, 1924, 1925                                           |
| Adrian Quist       | 3     | 0          | 0    | 3     | 1936, 1940, 1948                                           |
| Rod Laver          | 3     | 1          | 0    | 3     | 1960, 1962, 1969                                           |
| Mats Wilander      | 3     | 3          | 1    | 2     | 1983, 1984, 1988                                           |
| Anthony Wilding    | 2     | 0          | 0    | 2     | 1906, 1909                                                 |
| Rodney Heath       | 2     | 0          | 0    | 2     | 1905, 1910                                                 |
| Pat O'Hara Wood    | 2     | 0          | 0    | 2     | 1920, 1923                                                 |
| John Bromwich      | 2     | 0          | 0    | 2     | 1945, 1946                                                 |
| Frank Sedgman      | 2     | 0          | 0    | 2     | 1949, 1950                                                 |
| Ashley Cooper      | 2     | 0          | 0    | 2     | 1957, 1958                                                 |
| John Newcombe      | 2     | 2          | 0    | 2     | 1973, 1975                                                 |
| Guillermo Vilas    | 2     | 2          | 0    | 2     | 1978, 1979                                                 |
| Johan Kriek        | 2     | 2          | 0    | 2     | 1981, 1982                                                 |
| Stefan Edberg      | 2     | 2          | 0    | 2     | 1985, 1987                                                 |
| Ivan Lendl         | 2     | 2          | 2    | 0     | 1989, 1990                                                 |
| Jim Courier        | 2     | 2          | 2    | 0     | 1992, 1993                                                 |
| Boris Becker       | 2     | 2          | 2    | 0     | 1991, 1996                                                 |
| Pete Sampras       | 2     | 2          | 2    | 0     | 1994, 1997                                                 |
| Rafael Nadal       | 2     | 2          | 2    | 0     | 2009, 2022                                                 |
| Horace Rice        | 1     | 0          | 0    | 1     | 1907                                                       |
| Fred Alexander     | 1     | 0          | 0    | 1     | 1908                                                       |
| Norman Brookes     | 1     | 0          | 0    | 1     | 1911                                                       |
| James Cecil Parke  | 1     | 0          | 0    | 1     | 1912                                                       |
| Ernie Parker       | 1     | 0          | 0    | 1     | 1913                                                       |
| Arthur O'Hara Wood | 1     | 0          | 0    | 1     | 1914                                                       |
| Francis Lowe       | 1     | 0          | 0    | 1     | 1915                                                       |
| Algernon Kingscote | 1     | 0          | 0    | 1     | 1919                                                       |
| Rhys Gemmell       | 1     | 0          | 0    | 1     | 1921                                                       |
| John Hawkes        | 1     | 0          | 0    | 1     | 1926                                                       |
| Gerald Patterson   | 1     | 0          | 0    | 1     | 1927                                                       |
| Jean Borotra       | 1     | 0          | 0    | 1     | 1928                                                       |
| John Gregory       | 1     | 0          | 0    | 1     | 1929                                                       |
| Edgar Moon         | 1     | 0          | 0    | 1     | 1930                                                       |
| Fred Perry         | 1     | 0          | 0    | 1     | 1934                                                       |
| Vivian McGrath     | 1     | 0          | 0    | 1     | 1937                                                       |
| Don Budge          | 1     | 0          | 0    | 1     | 1938                                                       |
| Dinny Pails        | 1     | 0          | 0    | 1     | 1947                                                       |
| Dick Savitt        | 1     | 0          | 0    | 1     | 1951                                                       |
| Ken McGregor       | 1     | 0          | 0    | 1     | 1952                                                       |
| Mervyn Rose        | 1     | 0          | 0    | 1     | 1954                                                       |
| Lew Hoad           | 1     | 0          | 0    | 1     | 1956                                                       |
| Alex Olmedo        | 1     | 0          | 0    | 1     | 1959                                                       |
| Bill Bowrey        | 1     | 0          | 0    | 1     | 1968                                                       |
| Arthur Ashe        | 1     | 1          | 0    | 1     | 1970                                                       |
| Jimmy Connors      | 1     | 1          | 0    | 1     | 1974                                                       |
| Mark Edmondson     | 1     | 1          | 0    | 1     | 1976                                                       |
| Roscoe Tanner      | 1     | 1          | 0    | 1     | 1977                                                       |
| Vitas Gerulaitis   | 1     | 1          | 0    | 1     | 1977                                                       |
| Brian Teacher      | 1     | 1          | 0    | 1     | 1980                                                       |
| Petr Korda         | 1     | 1          | 1    | 0     | 1998                                                       |
| Yevgeny Kafelnikov | 1     | 1          | 1    | 0     | 1999                                                       |
| Thomas Johansson   | 1     | 1          | 1    | 0     | 2002                                                       |
| Marat Safin        | 1     | 1          | 1    | 0     | 2005                                                       |
| Stanislas Wawrinka | 1     | 1          | 1    | 0     | 2014                                                       |
| Jannik Sinner      | 1     | 1          | 1    | 0     | 2024                                                       |

### Campeões por país
|  | Recorde      |
|  | País Extinto |

| País            | Total | Era aberta | Duro | Grama |
| --------------- | ----- | ---------- | ---- | ----- |
| Austrália       | 50    | 6          | 0    | 50    |
| Estados Unidos  | 18    | 14         | 8    | 10    |
| Sérvia          | 10    | 10         | 10   | 0     |
| Suíça           | 7     | 7          | 7    | 0     |
| Suécia          | 6     | 6          | 2    | 4     |
| Reino Unido     | 5     | 0          | 0    | 5     |
| Alemanha        | 2     | 2          | 2    | 0     |
| Argentina       | 2     | 2          | 0    | 2     |
| Espanha         | 2     | 2          | 2    | 0     |
| Rússia          | 2     | 2          | 2    | 0     |
| Tchecoslováquia | 2     | 2          | 2    | 0     |
| Nova Zelândia   | 2     | 0          | 0    | 2     |
| África do Sul   | 1     | 1          | 0    | 1     |
| Chéquia         | 1     | 1          | 1    | 0     |
| Itália          | 1     | 1          | 1    | 0     |
| França          | 1     | 0          | 0    | 1     |